# Ciclismo nos Jogos Olímpicos de Verão de 2020 - Qualificação
Este artigo detalha a fase de qualificação do ciclismo nos Jogos Olímpicos de Verão de 2020. (As Olimpíadas foram adiadas para 2021 devido à pandemia de COVID-19). Para as competições de ciclismo nos Jogos Olímpicos de Verão de 2020, os seguintes sistemas de qualificação estão válidos.

## Sumário de qualificação
| Nação                             | Estrada   | Estrada   | Estrada  | Estrada  | Pista     | Pista     | Pista     | Pista     | Pista     | Pista     | Pista    | Pista    | Pista    | Pista    | Pista    | Pista    | MTB | MTB | BMX       | BMX       | BMX      | BMX      | Total | Total |
| Nação                             | Masculino | Masculino | Feminino | Feminino | Masculino | Masculino | Masculino | Masculino | Masculino | Masculino | Feminino | Feminino | Feminino | Feminino | Feminino | Feminino | M   | F   | Masculino | Masculino | Feminino | Feminino | V     | C     |
| Nação                             | CE        | CR        | CE       | CR       | VE        | KE        | VI        | PE        | OM        | MD        | VE       | KE       | VI       | PE       | OM       | MD       | M   | F   | CO        | EL        | CO       | EL       | V     | C     |
| --------------------------------- | --------- | --------- | -------- | -------- | --------- | --------- | --------- | --------- | --------- | --------- | -------- | -------- | -------- | -------- | -------- | -------- | --- | --- | --------- | --------- | -------- | -------- | ----- | ----- |
| RSA África do Sul                 | 3         | 1         | 2        | 1        |           | 1         | 1         |           | X         |           |          | 1        | 1        |          |          |          | 1   | 1   | 1         |           |          |          | 15    | 11    |
| GER Alemanha                      | 4         | 2         | 4        | 2        | X         | 2         | 2         | X         | X         | X         | X        | 2        | 2        | X        |          | X        | 2   | 2   |           |           | 1        | 1        | 33    | 28    |
| ALG Argélia                       | 2         | 1         |          |          |           |           |           |           |           |           |          |          |          |          |          |          |     |     |           |           |          |          | 3     | 2     |
| ARG Argentina                     | 1         |           |          |          |           |           |           |           |           |           |          |          |          |          |          |          |     | 1   | 1         |           |          |          | 3     | 3     |
| AUS Austrália                     | 4         | 2         | 4        | 2        | X         | 2         | 2         | X         | X         | X         | X        | 2        | 2        | X        | X        | X        | 1   | 1   | 1         | 1         | 2        | 1        | 38    | 30    |
| AUT Áustria                       | 3         | 1         | 1        |          |           |           |           |           | X         | X         |          |          |          |          |          |          | 1   | 1   |           |           |          |          | 9     | 8     |
| AZE Azerbaijão                    | 1         |           |          |          |           |           |           |           |           |           |          |          |          |          |          |          |     |     |           |           |          |          | 1     | 1     |
| BEL Bélgica                       | 5         | 2         | 3        | 1        |           |           |           |           | X         | X         |          |          |          |          | X        | X        | 1   | 1   |           |           | 1        |          | 18    | 15    |
| BLR Bielorrússia                  | 1         |           | 1        | 1        |           |           |           |           | X         |           |          |          |          |          | X        |          |     |     |           |           |          |          | 5     | 4     |
| BRA Brasil                        |           |           |          |          |           |           |           |           |           |           |          |          |          |          |          |          | 2   | 1   | 1         |           | 1        |          | 5     | 5     |
| BUR Burquina Fasso                | 1         |           |          |          |           |           |           |           |           |           |          |          |          |          |          |          |     |     |           |           |          |          | 1     | 1     |
| CAN Canadá                        | 3         | 1         | 2        | 2        |           | 2         | 2         | X         |           | X         |          | 2        | 2        | X        | X        | X        | 1   | 2   | 1         |           | 1        |          | 26    | 23    |
| KAZ Cazaquistão                   | 3         | 1         |          |          |           | 1         | 1         |           | X         |           |          |          |          |          |          |          |     |     |           |           |          |          | 7     | 5     |
| CHI Chile                         |           |           | 1        |          |           |           |           |           |           |           |          |          |          |          |          |          | 1   |     |           |           |          | 1        | 3     | 3     |
| CHN China                         | 1         |           | 1        |          |           | 1         | 1         |           |           |           | X        | 2        | 2        |          |          |          | 1   | 1   |           |           |          |          | 11    | 7     |
| COL Colômbia                      | 5         | 1         | 1        |          |           | 1         | 1         |           |           |           |          |          |          |          |          |          |     |     | 2         |           | 1        |          | 12    | 10    |
| KOR Coreia do Sul                 |           |           | 1        |          |           |           |           |           |           |           |          | 1        | 1        |          |          |          |     |     |           |           |          |          | 3     | 2     |
| CRC Costa Rica                    | 1         |           | 1        |          |           |           |           |           |           |           |          |          |          |          |          |          |     |     |           | 1         |          |          | 3     | 3     |
| CUB Cuba                          |           |           | 1        |          |           |           |           |           |           |           |          |          |          |          |          |          |     |     |           |           |          |          | 1     | 1     |
| CYP Chipre                        |           |           | 1        |          |           |           |           |           |           |           |          |          |          |          |          |          |     |     |           |           |          |          | 1     | 1     |
| DEN Dinamarca                     | 4         | 1         | 2        | 1        |           |           |           | X         | X         | X         |          |          |          |          | X        | X        | 1   | 2   |           |           | 1        |          | 17    | 17    |
| EGY Egito                         |           |           |          |          |           |           |           |           |           |           |          |          |          |          | X        |          |     |     |           |           |          |          | 1     | 1     |
| ECU Equador                       | 2         | 1         |          |          |           |           |           |           |           |           |          |          |          |          |          |          |     |     | 1         |           | 1        |          | 5     | 4     |
| ERI Eritreia                      | 2         | 1         | 1        |          |           |           |           |           |           |           |          |          |          |          |          |          |     |     |           |           |          |          | 4     | 3     |
| SVK Eslováquia                    | 2         | 1         |          |          |           |           |           |           |           |           |          |          |          |          |          |          |     |     |           |           |          |          | 3     | 2     |
| SLO Eslovênia                     | 4         | 1         | 1        |          |           |           |           |           |           |           |          |          |          |          |          |          |     | 1   |           |           |          |          | 7     | 6     |
| USA Estados Unidos                | 2         | 2         | 4        | 2        |           |           |           |           | X         | X         |          | 1        | 1        | X        | X        | X        | 1   | 3   | 2         | 2         | 3        | 2        | 30    | 27    |
| ESP Espanha                       | 5         | 1         | 2        | 1        |           |           |           |           | X         | X         |          |          |          |          |          |          | 2   | 1   |           |           |          |          | 14    | 12    |
| EST Estônia                       | 2         | 2         |          |          |           |           |           |           |           |           |          |          |          |          |          |          |     | 1   |           |           |          |          | 5     | 3     |
| ETH Etiópia                       |           |           | 1        |          |           |           |           |           |           |           |          |          |          |          |          |          |     |     |           |           |          |          | 1     | 1     |
| FIN Finlândia                     |           |           | 1        |          |           |           |           |           |           |           |          |          |          |          |          |          |     |     |           |           |          |          | 1     | 1     |
| FRA França                        | 5         | 1         | 1        | 1        | X         | 2         | 2         |           | X         | X         |          | 2        | 2        | X        | X        | X        | 2   | 2   | 3         | 1         | 2        |          | 32    | 28    |
| GBR Grã-Bretanha                  | 4         | 2         | 2        | 1        | X         | 2         | 2         | X         | X         | X         |          | 1        | 1        | X        | X        | X        | 1   | 1   | 1         | 1         | 1        | 1        | 28    | 26    |
| GRE Grécia                        | 1         |           |          |          |           |           |           |           | X         |           |          |          |          |          |          |          | 1   |     |           |           |          |          | 3     | 3     |
| GUA Guatemala                     | 1         |           |          |          |           |           |           |           |           |           |          |          |          |          |          |          |     |     |           |           |          |          | 1     | 1     |
| HKG Hong Kong                     | 1         |           |          |          |           |           |           |           |           |           |          | 2        | 2        |          | X        | X        |     |     |           |           |          |          | 7     | 5     |
| HUN Hungria                       | 1         |           |          |          |           |           |           |           |           |           |          |          |          |          |          |          | 1   | 1   |           |           |          |          | 3     | 3     |
| IRI Irã                           | 1         | 1         |          |          |           |           |           |           |           |           |          |          |          |          |          |          |     |     |           |           |          |          | 2     | 1     |
| IRL Irlanda                       | 3         | 1         |          |          |           |           |           |           | X         | X         |          |          |          |          | X        | X        |     |     |           |           |          |          | 8     | 7     |
| ISR Israel                        |           |           | 1        | 1        |           |           |           |           |           |           |          |          |          |          |          |          | 1   |     |           |           |          |          | 3     | 2     |
| ITA Itália                        | 5         | 2         | 4        | 1        |           |           |           | X         | X         | X         |          |          |          | X        | X        | X        | 3   | 1   |           |           |          |          | 23    | 24    |
| JPN Japão                         | 2         |           | 2        | 1        |           | 2         | 2         |           | X         |           |          | 1        | 1        |          | X        | X        | 1   | 1   | 1         | 1         | 1        | 1        | 20    | 16    |
| LAT Letônia                       | 2         |           |          |          |           |           |           |           |           |           |          |          |          |          |          |          |     |     | 1         |           | 1        |          | 4     | 4     |
| LTU Lituânia                      | 1         |           | 1        |          |           |           |           |           |           |           | X        | 2        | 2        |          |          |          |     |     |           |           |          |          | 7     | 4     |
| LUX Luxemburgo                    | 2         |           | 1        | 1        |           |           |           |           |           |           |          |          |          |          |          |          |     |     |           |           |          |          | 4     | 3     |
| MAS Malásia                       |           |           |          |          |           | 2         | 2         |           |           |           |          |          |          |          |          |          |     |     |           |           |          |          | 4     | 2     |
| MAR Marrocos                      | 1         |           |          |          |           |           |           |           |           |           |          |          |          |          |          |          |     |     |           |           |          |          | 1     | 1     |
| MEX México                        | 1         |           | 1        |          |           |           |           |           |           |           | X        | 2        | 2        |          | X        |          | 1   | 1   |           |           |          |          | 10    | 7     |
| NAM Namíbia                       | 1         |           | 1        |          |           |           |           |           |           |           |          |          |          |          |          |          | 1   | 1   |           |           |          |          | 4     | 4     |
| NOR Noruega                       | 4         | 1         | 2        | 1        |           |           |           |           |           |           |          |          |          |          | X        |          | 1   |     | 1         |           |          |          | 11    | 9     |
| NZL Nova Zelândia                 | 2         | 2         |          |          | X         | 2         | 2         | X         | X         | X         |          | 2        | 2        | X        | X        | X        | 1   |     |           |           | 1        |          | 21    | 19    |
| NED Países Baixos                 | 5         | 1         | 4        | 2        | X         | 2         | 2         |           | X         | X         | X        | 2        | 2        |          | X        | X        | 2   | 2   | 3         |           | 3        |          | 36    | 28    |
| PAN Panamá                        | 1         |           |          |          |           |           |           |           |           |           |          |          |          |          |          |          |     |     |           |           |          |          | 1     | 1     |
| PAR Paraguai                      |           |           | 1        |          |           |           |           |           |           |           |          |          |          |          |          |          |     |     |           |           |          |          | 1     | 1     |
| PER Peru                          | 1         |           |          |          |           |           |           |           |           |           |          |          |          |          |          |          |     |     |           |           |          |          | 1     | 1     |
| POL Polônia                       | 3         | 1         | 2        | 1        | X         | 2         | 2         |           | X         | X         | X        | 2        | 2        |          | X        | X        | 1   | 1   |           |           |          |          | 23    | 16    |
| POR Portugal                      | 2         | 2         |          |          |           |           |           |           |           |           |          |          |          |          | X        |          |     | 1   |           |           |          |          | 6     | 4     |
| CZE República Checa               | 3         | 1         | 1        |          |           | 1         | 1         |           |           |           |          |          |          |          |          |          | 1   | 1   | 1         |           |          |          | 10    | 8     |
| ROU Romênia                       | 1         |           |          |          |           |           |           |           |           |           |          |          |          |          |          |          | 1   |     |           |           |          |          | 2     | 2     |
| RWA Ruanda                        | 1         |           |          |          |           |           |           |           |           |           |          |          |          |          |          |          |     |     |           |           |          |          | 1     | 1     |
| RUS Rússia                        | 3         | 1         | 1        |          | X         | 2         | 2         |           |           |           | X        | 2        | 2        |          | X        | X        | 1   | 1   | 1         | 1         | 2        | 1        | 24    | 18    |
| SUR Suriname                      |           |           |          |          |           | 1         | 1         |           |           |           |          |          |          |          |          |          |     |     |           |           |          |          | 2     | 1     |
| SWE Suécia                        | 1         |           | 1        | 1        |           |           |           |           |           |           |          |          |          |          |          |          |     | 1   |           |           |          |          | 4     | 3     |
| SUI Suíça                         | 4         | 2         | 1        | 1        |           |           |           | X         | X         | X         |          |          |          |          |          |          | 3   | 3   | 2         |           | 1        | 1        | 21    | 20    |
| THA Tailândia                     |           |           | 1        |          |           |           |           |           |           |           |          |          |          |          |          |          |     |     |           |           |          |          | 1     | 1     |
| TPE Taipé Chinês                  | 1         |           |          |          |           |           |           |           |           |           |          |          |          |          |          |          |     |     |           |           |          |          | 1     | 1     |
| ROT Equipe Olímpica de Refugiados |           | 1         |          | 1        |           |           |           |           |           |           |          |          |          |          |          |          |     |     |           |           |          |          | 2     | 2     |
| TTO Trinidad e Tobago             |           |           | 1        |          |           | 2         | 2         |           |           |           |          |          |          |          |          |          |     |     |           |           |          |          | 5     | 3     |
| TUR Turquia                       | 2         |           |          |          |           |           |           |           |           |           |          |          |          |          |          |          |     |     |           |           |          |          | 2     | 2     |
| UKR Ucrânia                       | 1         |           | 1        |          |           |           |           |           |           |           |          | 1        | 1        |          |          |          |     | 1   |           |           |          |          | 5     | 4     |
| UZB Uzbequistão                   | 1         |           | 1        |          |           |           |           |           |           |           |          |          |          |          |          |          |     |     |           |           |          |          | 2     | 2     |
| VEN Venezuela                     | 1         |           |          |          |           |           |           |           |           |           |          |          |          |          |          |          |     |     |           | 1         |          |          | 2     | 2     |
| Total: 72 CONs                    | 130       | 41        | 67       | 26       | 8         | 30        | 30        | 8         | 20        | 16        | 8        | 30       | 30       | 8        | 21       | 16       | 38  | 38  | 24        | 9         | 24       | 9        | 631   | 530   |

Legenda
- VE – Velocidade por equipes
- KE – Keirin
- VI – Velocidade individual
- PE – Perseguição por equipes
- OM – Omnium
- MD – Madison
- CE – Corrida em estrada
- CR – Contra o relógio
- CO – Corrida
- EL – Estilo livre
- V – Vagas
- C – Ciclistas

### Ciclismo em pista
A qualificação para o ciclismo em pista é realizada inteiramente pelo ranking de nações da UCI. As vagas por evento estão conforme o seguinte:
- Velocidade por equipes – as 8 melhores equipes por gênero
- Perseguição por equipes – as 8 melhores equipes por gênero
- Madison – todos os CONs com equipes de perseguição, somados a mais 8 equipes por gênero (total de 16 equipes)
- Omnium – CONs diretamente qualificados ao Madison, somados a mais 12 (homens) ou 13 (mulheres) (21 atletas)
- Velocidade – CONs qualificados para a velicidade podem inscrever dois atletas, somados aos 7 melhores do ranking de velocidade individual e aos 7 melhores do Keirin (total de 30 atletas)
- Keirin – CONs qualificados para a velocidade por equipes podem inscrever dois atletas, somados aos 7 melhores da velocidade individual e aos 7 melhores do Keirin (total de 30 atletas)

### Ciclismo em estrada
A maioria das vagas do ciclismo em estrada são atribuídas pelo ranking de nações da UCI (122 para homens, 62 para mulheres), com provisões especiais para atletas individuais bem ranqueados cujas nações não se qualificaram. Um pequeno número de vagas adicionais está disponível através de campeonatos continentais de ciclismo em estrada (duas para homens e uma para mulheres na África, nas Américas e na Ásia). O país-sede, Japão, obteve duas vagas garantidas por gênero na corrida em estrada. Os 30 melhores (homens) ou 15 melhores CONs (mulheres) no ranking de nações podem inscrever um ciclista para a prova contra o relógio. O Campeonato Mundial de 2019 também entregará 10 vagas por gênero no contra o relógio. CONs podem ter o máximo de duas entradas no contra o relógio se qualificarem por um dos métodos acima.

### Mountain bike
No mountain bike, 38 vagas por gênero são alocadas. Trinta vagas serão alocadas pelo ranking das nações da UCI e três pelos campeonatos continentais, sendo uma para África, uma para Américas e uma para Ásia. Uma vaga por gênero foi reservada para o país-sede, Japão. As quatro vagas restantes serão entregues aos ciclistas que competiram no Campeonato Mundial da UCI de 2019, com duas de cada gênero na elite e no sub-23, respectivamente.

### BMX
Na corrida do BMX, vinte e quatro vagas estão disponíveis para cada gênero, com uma reservada para o país-sede, Japão. Dezoito vagas serão concedidas aos melhores CONs pelo ranking de qualificação olímpica, três pelo ranking individual da UCI e o restante pelo Campeonato Mundial de 2020. Nos eventos de BMX estilo livre, nove vagas estão disponíveis para cada gênero, com uma reservada para o país-sede, Japão, seis para os CONs de melhor ranking pela UCI e o restante (duas vagas) para quem competiu no Campeonato Mundial de Ciclismo Urbano de 2019.

## Linha do tempo
Abaixo está a linha do tempo do dos eventos de qualificação para o ciclismo nos Jogos Olímpicos de Verão de 2020.
| Evento | Data                                 | Local            |
| Estrada | Estrada                              | Estrada          |
| --- | ------------------------------------ | ---------------- |
| Campeonato Africano de 2019 | 15 a 20 de março de 2019             | Etiópia          |
| Campeonato Asiático de 2019 | 27 a 28 de abril de 2019             | Tashkent         |
| Campeonato Pan-Americano de 2019                                                                                                 | 2 a 5 de maio de 2019                | México           |
| Campeonato Mundial de Ciclismo em estrada de 2019                                                                                | 22 a 29 de setembro de 2019          | Harrogate        |
| Estabelecimento do ranking de nações da UCI                                                                                      | 22 de outubro de 2019                | —                |
| Pista |                                      |                  |
| Estabelecimento do ranking olímpico de ciclismo em pista 2018–2020 (ao final do Campeonato Mundial de Ciclismo em pista de 2020) | 2 de março de 2020                   | —                |
| Mountain bike |                                      |                  |
| Campeonato Pan-Americano de 2019                                                                                                 | 3 a 7 de abril de 2019               | Aguascalientes   |
| Campeonato Africano de 2019 | 12 a 14 de abril de 2019             | Windhoek         |
| Campeonato Asiático de 2019 | 25 a 28 de julho de 2019             | Kfardebian       |
| Campeonato Mundial de Mountain Bike de 2019                                                                                      | 28 de agosto a 1 de setembro de 2019 | Mont-Sainte-Anne |
| Estabelecimento do ranking de qualificação olímpica da UCI                                                                       | 18 de maio de 2021                   | —                |
| BMX |                                      |                  |
| Campeonato Mundial de Ciclismo Urbano de 2019                                                                                    | 6 a 10 de novembro de 2019           | Chengdu          |
| Ranking individual da UCI (BMX corrida)                                                                                          | 1 de junho de 2021                   | —                |
| Estabelecimento do ranking de nações da UCI (BMX corrida)                                                                        | 1 de junho de 2021                   | —                |
| Estabelecimento do ranking de nações da UCI (BMX estilo livre)                                                                   | 8 de junho de 2021                   | —                |

## Ciclismo em estrada

### Corrida em estrada masculino
| Evento                             | Posição por nação | Qualificados | Atletas por CON |
| ---------------------------------- | ----------------- | --- | --------------- |
| País-sede                          | —                 | JPN Japão | 1               |
| Ranking mundial da UCI             | 1 a 6             | BEL Bélgica ITA Itália NED Países Baixos FRA França COL Colômbia ESP Espanha | 5               |
| Ranking mundial da UCI             | 7 a 13            | SLO Eslovênia GER Alemanha AUS Austrália DEN Dinamarca GBR Grã-Bretanha NOR Noruega SUI Suíça | 4               |
| Ranking mundial da UCI             | 14 a 21           | AUT Áustria POL Polônia IRL Irlanda RUS Rússia RSA África do Sul KAZ Cazaquistão CAN Canadá CZE República Checa | 3               |
| Ranking mundial da UCI             | 22 a 32           | ECU Equador POR Portugal SVK Eslováquia ERI Eritreia USA Estados Unidos NZL Nova Zelândia EST Estônia ALG Argélia LUX Luxemburgo LAT Letônia TUR Turquia                                                                       | 2               |
| Ranking mundial da UCI             | 33 a 50           | BLR Bielorrússia UKR Ucrânia CRC Costa Rica GRE Grécia ROM Romênia IRI Irã SWE Suécia HUN Hungria VEN Venezuela JPN Japão MAR Marrocos AZE Azerbaijão LTU Lituânia RWA Ruanda MEX México GUA Guatemala ARG Argentina CHN China | 1               |
| Campeonato Africano de 2019        | 1 a 2             | NAM Namíbia BUR Burquina Fasso | 1               |
| Campeonato Asiático de 2019        | 1 a 2             | TPE Taipé Chinês UZB Uzbequistão | 1               |
| Jogos Pan-Americanos de 2019       | 1 a 2             | PER Peru PAN Panamá | 1               |
| Realocação de vagas não utilizadas | —                 | HKG Hong Kong | 1               |
| Total                              |                   | | 130             |

* Cota reduzida em um para acomodar os qualificados individualmente

### Estrada contra o relógio masculino
| Evento                                            | Posição por nação | Qualificados | Atletas por CON |
| ------------------------------------------------- | ----------------- | --- | --------------- |
| Ranking mundial da UCI                            | 1 a 30            | BEL Bélgica ITA Itália NED Países Baixos FRA França COL Colômbia ESP Espanha SLO Eslovênia GER Alemanha AUS Austrália DEN Dinamarca GBR Grã-Bretanha NOR Noruega SUI Suíça AUT Áustria POL Polônia IRL Irlanda RUS Rússia RSA África do Sul KAZ Cazaquistão CAN Canadá CZE República Checa ECU Equador POR Portugal SVK Eslováquia ERI Eritreia USA Estados Unidos NZL Nova Zelândia EST Estônia ALG Argélia IRI Irã** | 1               |
| Campeonato Mundial de Ciclismo em Estrada de 2019 | 1 a 10            | AUS Austrália BEL Bélgica ITA Itália NZL Nova Zelândia GBR Grã-Bretanha USA Estados Unidos EST Estônia POR Portugal GER Alemanha SUI Suíça | 1               |
| Convite                                           | 1                 | ROT Ahmad Wais | 1               |
| Total                                             |                   | | 41              |

** Qualificado como representante continental

### Corrida em estrada feminino
| Evento                           | Posição por nação             | Qualificados | Atletas por CON |
| -------------------------------- | ----------------------------- | --- | --------------- |
| País-sede                        | —                             | JPN Japão | 1               |
| UCI World Ranking                | 1 a 5                         | NED Países Baixos ITA Itália GER Alemanha USA Estados Unidos AUS Austrália | 4               |
| UCI World Ranking                | 6 a 13                        | BEL Bélgica | 3               |
| UCI World Ranking                | 6 a 13                        | DEN Dinamarca CAN Canadá POL Polônia ESP Espanha GBR Grã-Bretanha NOR Noruega RSA África do Sul | 2*              |
| UCI World Ranking                | 14 a 22                       | LUX Luxemburgo FRA França CUB Cuba MEX México SUI Suíça SLO Eslovênia BLR Bielorrússia JPN Japão RUS Rússia | 1*              |
| UCI World Ranking                | Top 100 no ranking individual | UZB Uzbequistão THA Tailândia TTO Trinidad e Tobago ISR Israel FIN Finlândia CYP Chipre CHN China AUT Áustria SWE Suécia COL Colômbia UKR Ucrânia CHI Chile CRC Costa Rica CZE República Checa LTU Lituânia NAM Namíbia ERI Eritreia | 1               |
| Campeonato Africano de 2019      | 1                             | ETH Etiópia | 1               |
| Campeonato Asiático de 2019      | 1                             | KOR Coreia do Sul | 1               |
| Campeonato Pan-Americano de 2019 | 1                             | PAR Paraguai | 1               |
| Total                            |                               | | 67              |

* Cota reduzida em um para acomodar as qualificadas individualmente

### Estrada contra o relógio feminino
| Evento                                            | Posição por nação | Qualificados | Atletas por CON |
| ------------------------------------------------- | ----------------- | --- | --------------- |
| Ranking mundial da UCI                            | 1 a 15            | NED Países Baixos ITA Itália GER Alemanha USA Estados Unidos AUS Austrália BEL Bélgica DEN Dinamarca CAN Canadá POL Polônia ESP Espanha GBR Grã-Bretanha NOR Noruega RSA África do Sul LUX Luxemburgo JPN Japão** | 1               |
| Campeonato Mundial de Ciclismo em Estrada de 2019 | 1 a 10            | USA Estados Unidos NED Países Baixos GER Alemanha SUI Suíça BLR Bielorrússia AUS Austrália CAN Canadá ISR Israel SWE Suécia FRA França                                                                            | 1               |
| Convite                                           | 1                 | ROT Masomah Ali Zada | 1               |
| Total                                             |                   | | 26              |

** Qualificado como representante continental

## Ciclismo em pista
As vagas foram liberadas em março de 2020.

### Velocidade por equipes masculino
| Evento                                 | Posição por nação | Qualificados | Atletas por CON |
| -------------------------------------- | ----------------- | --- | --------------- |
| Ranking olímpico de pista de 2018-2020 | 1 a 8             | AUS Austrália FRA França GER Alemanha GBR Grã-Bretanha NED Países Baixos NZL Nova Zelândia POL Polônia RUS Rússia | 1               |
| Total                                  |                   | | 8               |

### Velocidade individual masculino
| Evento                                          | Posição por nação | Qualificados | Atletas por CON |
| ----------------------------------------------- | ----------------- | --- | --------------- |
| CONs qualificados para a velocidade por equipes | —                 | AUS Austrália FRA França GER Alemanha GBR Grã-Bretanha NED Países Baixos NZL Nova Zelândia POL Polônia RUS Rússia | até 2           |
| Ranking olímpico de pista de 2018-2020          | 1 a 7             | CAN Canadá CHN China JPN Japão MAS Malásia RSA África do Sul* SUR Suriname TTO Trinidad e Tobago                  | 1               |
| CONs qualificados para o Keirin                 | —                 | CAN Canadá COL Colômbia CZE República Checa JPN Japão KAZ Cazaquistão MAS Malásia TTO Trinidad e Tobago           | 1               |
| Total                                           |                   | | 30              |

* Qualificado como representante continental

### Keirin masculino
| Evento                                          | Posição por nação | Qualificados | Atletas por CON |
| ----------------------------------------------- | ----------------- | --- | --------------- |
| CONs qualificados para a velocidade por equipes | —                 | AUS Austrália FRA França GER Alemanha GBR Grã-Bretanha NED Países Baixos NZL Nova Zelândia POL Polônia RUS Rússia | até 2           |
| Ranking olímpico de pista de 2018-2020          | 1 a 7             | CAN Canadá COL Colômbia CZE República Checa JPN Japão KAZ Cazaquistão MAS Malásia TTO Trinidad e Tobago           | 1               |
| CONs qualificados para a velocidade             | —                 | CAN Canadá CHN China JPN Japão MAS Malásia RSA África do Sul SUR Suriname TTO Trinidad e Tobago                   | 1               |
| Total                                           |                   | | 30              |

### Perseguição por equipes masculino
| Evento                                 | Posição por nação | Qualificados                                                                                                | Atletas por CON |
| -------------------------------------- | ----------------- | --- | --------------- |
| Ranking olímpico de pista de 2018-2020 | 1 a 8             | AUS Austrália CAN Canadá DEN Dinamarca GER Alemanha GBR Grã-Bretanha ITA Itália NZL Nova Zelândia SUI Suíça | 1               |
| Total                                  |                   | | 8               |

### Madison masculino
| Evento                                           | Posição por nação | Qualificados                                                                                                | Atletas por CON |
| ------------------------------------------------ | ----------------- | --- | --------------- |
| CONs qualificados para a perseguição por equipes | —                 | AUS Austrália CAN Canadá DEN Dinamarca GER Alemanha GBR Grã-Bretanha ITA Itália NZL Nova Zelândia SUI Suíça | 1               |
| Ranking olímpico de pista de 2018-2020           | 1 a 8             | AUT Áustria BEL Bélgica ESP Espanha FRA França IRL Irlanda POL Polônia NED Países Baixos USA Estados Unidos | 1               |
| Total                                            |                   | | 16              |

### Omnium masculino
| Evento                                 | Posição por nação | Qualificados | Atletas por CON |
| -------------------------------------- | ----------------- | --- | --------------- |
| CONs qualificados para o Madison       | —                 | AUT Áustria BEL Bélgica ESP Espanha FRA França IRL Irlanda POL Polônia NED Países Baixos USA Estados Unidos                                                               | 1               |
| Ranking olímpico de pista de 2018-2020 | 1 a 12            | AUS Austrália BLR Bielorrússia DEN Dinamarca GER Alemanha GBR Grã-Bretanha GRE Grécia ITA Itália JPN Japão KAZ Cazaquistão NZL Nova Zelândia RSA África do Sul* SUI Suíça | 1               |
| Total                                  |                   | | 20              |

* Qualificado como representante continental

### Velocidade por equipes feminino
| Evento                                 | Posição por nação | Qualificados                                                                                          | Atletas por CON |
| -------------------------------------- | ----------------- | --- | --------------- |
| Ranking olímpico de pista de 2018-2020 | 1 a 8             | AUS Austrália CHN China GER Alemanha LTU Lituânia MEX México NED Países Baixos POL Polônia RUS Rússia | 1               |
| Total                                  |                   | | 8               |

### Velocidade individual feminino
| Evento                                          | Posição por nação | Qualificados                                                                                          | Atletas por CON |
| ----------------------------------------------- | ----------------- | --- | --------------- |
| CONs qualificados para a velocidade por equipes | —                 | AUS Austrália CHN China GER Alemanha LTU Lituânia MEX México NED Países Baixos POL Polônia RUS Rússia | até 2           |
| Ranking olímpico de pista de 2018-2020          | 1 a 7             | CAN Canadá FRA França GBR Grã-Bretanha HKG Hong Kong NZL Nova Zelândia RSA África do Sul* UKR Ucrânia | 1               |
| CONs qualificados para o Keirin                 | —                 | CAN Canadá FRA França HKG Hong Kong JPN Japão NZL Nova Zelândia KOR Coreia do Sul USA Estados Unidos  | 1               |
| Total                                           |                   | | 30              |

* Qualificado como representante continental

### Keirin feminino
| Evento                                          | Posição por nação | Qualificados                                                                                          | Atletas por CON |
| ----------------------------------------------- | ----------------- | --- | --------------- |
| CONs qualificados para a velocidade por equipes | —                 | AUS Austrália CHN China GER Alemanha LTU Lituânia MEX México NED Países Baixos POL Polônia RUS Rússia | até 2           |
| Ranking olímpico de pista de 2018-2020          | 1 a 7             | CAN Canadá FRA França HKG Hong Kong JPN Japão NZL Nova Zelândia KOR Coreia do Sul USA Estados Unidos  | 1               |
| CONs qualificados para a velocidade individual  | —                 | CAN Canadá FRA França GBR Grã-Bretanha HKG Hong Kong NZL Nova Zelândia RSA África do Sul UKR Ucrânia  | 1               |
| Total                                           |                   | | 30              |

### Perseguição por equipes feminino
| Evento                                 | Posição por nação | Qualificados | Atletas por CON |
| -------------------------------------- | ----------------- | --- | --------------- |
| Ranking olímpico de pista de 2018-2020 | 1 a 8             | AUS Austrália CAN Canadá FRA França GER Alemanha GBR Grã-Bretanha ITA Itália NZL Nova Zelândia USA Estados Unidos | 1               |
| Total                                  |                   | | 8               |

### Madison feminino
| Evento                                           | Posição por nação | Qualificados | Atletas por CON |
| ------------------------------------------------ | ----------------- | --- | --------------- |
| CONs qualificados para a perseguição por equipes | —                 | AUS Austrália CAN Canadá FRA França GER Alemanha GBR Grã-Bretanha ITA Itália NZL Nova Zelândia USA Estados Unidos | 1               |
| Ranking olímpico de pista de 2018-2020           | 1 a 8             | BEL Bélgica DEN Dinamarca HKG Hong Kong IRL Irlanda JPN Japão NED Países Baixos POL Polônia RUS Rússia            | 1               |
| Total                                            |                   | | 16              |

### Omnium feminino
| Evento                                 | Posição por nação | Qualificados | Atletas por CON |
| -------------------------------------- | ----------------- | --- | --------------- |
| CONs qualificados para o Madison       | —                 | BEL Bélgica DEN Dinamarca HKG Hong Kong IRL Irlanda JPN Japão NED Países Baixos POL Polônia RUS Rússia                                                                         | 1               |
| Ranking olímpico de pista de 2018-2020 | 1 a 13            | AUS Austrália BLR Bielorrússia CAN Canadá CHN China EGY Egito* FRA França GBR Grã-Bretanha ITA Itália MEX México NZL Nova Zelândia NOR Noruega POR Portugal USA Estados Unidos | 1               |
| Total                                  |                   | | 21              |

* Qualificado como representante continental

## Mountain Bike
As vagas foram liberadas em maio de 2021.

### Mountain Bike masculino
| Evento                                               | Posição por nação | Qualificados | Atletas por CON |
| ---------------------------------------------------- | ----------------- | --- | --------------- |
| País-sede                                            | —                 | JPN Japão | 1               |
| Ranking de qualificação olímpica da UCI de 2020      | 1 a 2             | SUI Suíça ITA Itália | 3               |
| Ranking de qualificação olímpica da UCI de 2020      | 3 a 7             | FRA França BRA Brasil NED Países Baixos ESP Espanha GER Alemanha | 2               |
| Ranking de qualificação olímpica da UCI de 2020      | 8 a 21            | CZE República Checa AUT Áustria CAN Canadá DEN Dinamarca USA Estados Unidos BEL Bélgica RUS Rússia RSA África do Sul NZL Nova Zelândia POL Polônia NOR Noruega GRE Grécia HUN Hungria ROU Romênia | 1               |
| Campeonato Africano de 2019                          | 1                 | NAM Namíbia | 1               |
| Campeonato Pan-Americano de 2019                     | 1                 | MEX México | 1               |
| Campeonato Asiático de 2019                          | 1                 | CHN China | 1               |
| Campeonato Mundial de Mountain Bike de 2019 (elite)  | 1 a 2             | AUS Austrália ISR Israel | 1               |
| Campeonato Mundial de Mountain Bike de 2019 (sub-23) | 1 a 2             | CHI Chile GBR Grã-Bretanha | 1               |
| Total                                                |                   | | 38              |

### Mountain bike feminino
| Evento                                               | Posição por nação | Qualificados | Atletas por CON |
| ---------------------------------------------------- | ----------------- | --- | --------------- |
| País-sede                                            | —                 | JPN Japão | 1               |
| Ranking de qualificação olímpica da UCI de 2020      | 1 a 2             | SUI Suíça USA Estados Unidos | 3               |
| Ranking de qualificação olímpica da UCI de 2020      | 3 a 7             | NED Países Baixos CAN Canadá FRA França DEN Dinamarca GER Alemanha | 2               |
| Ranking de qualificação olímpica da UCI de 2020      | 8 a 21            | GBR Grã-Bretanha ITA Itália RSA África do Sul POL Polônia UKR Ucrânia CZE República Checa BEL Bélgica AUT Áustria ARG Argentina EST Estônia BRA Brasil HUN Hungria ESP Espanha AUS Austrália | 1               |
| Campeonato Africano de 2019                          | 1                 | NAM Namíbia | 1               |
| Campeonato Pan-Americano de 2019                     | 1                 | MEX México | 1               |
| Campeonato Asiático de 2019                          | 1                 | CHN China | 1               |
| Campeonato Mundial de Mountain Bike de 2019 (elite)  | 1 a 2             | SLO Eslovênia SWE Suécia | 1               |
| Campeonato Mundial de Mountain Bike de 2019 (sub-23) | 1 a 2             | POR Portugal RUS Rússia | 1               |
| Total                                                |                   | | 38              |

## BMX
As vagas da corrida foram liberadas em 4 de junho de 2021.

### BMX corrida masculino
| Evento                                  | Posição por nação | Qualificados                                                                                       | Atletas por CON |
| --------------------------------------- | ----------------- | -------------------------------------------------------------------------------------------------- | --------------- |
| País-sede                               | —                 | JPN Japão                                                                                          | 1               |
| Ranking de qualificação olímpica da UCI | 1 a 2             | FRA França NED Países Baixos                                                                       | 3               |
| Ranking de qualificação olímpica da UCI | 3 a 5             | USA Estados Unidos SUI Suíça COL Colômbia                                                          | 2               |
| Ranking de qualificação olímpica da UCI | 6 a 11            | AUS Austrália GBR Grã-Bretanha ARG Argentina BRA Brasil ECU Equador RUS Rússia RSA África do Sul** | 1               |
| Ranking individual de BMX da UCI        | 1 a 3             | NOR Noruega CAN Canadá RUS Rússia                                                                  | 1               |
| Realocação do campeonato mundial        | 1 a 2             | ITA Itália LAT Letônia                                                                             | 1               |
| Total                                   |                   | | 24              |

** Qualificado como representante continental

### BMX corrida feminino
| Evento                                  | Posição por nação | Qualificados                                                                 | Atletas por CON |
| --------------------------------------- | ----------------- | ---------------------------------------------------------------------------- | --------------- |
| País-sede                               | —                 | JPN Japão                                                                    | 1               |
| Ranking de qualificação olímpica da UCI | 1 a 2             | NED Países Baixos USA Estados Unidos                                         | 3               |
| Ranking de qualificação olímpica da UCI | 3 a 5             | FRA França RUS Rússia AUS Austrália                                          | 2               |
| Ranking de qualificação olímpica da UCI | 6 a 11            | COL Colômbia BRA Brasil NZL Nova Zelândia DEN Dinamarca SUI Suíça CAN Canadá | 1               |
| Ranking individual de BMX da UCI        | 1 a 3             | GBR Grã-Bretanha ECU Equador LAT Letônia                                     | 1               |
| Realocação pelo Campeonato Mundial      | 1 a 2             | BEL Bélgica GER Alemanha                                                     | 1               |
| Total                                   |                   |                                                                              | 24              |

** Qualificado como representante continental

### BMX estilo livre masculino
| Evento                                        | Posição por nação | Qualificados                                         | Atletas por CON |
| --------------------------------------------- | ----------------- | ---------------------------------------------------- | --------------- |
| País-sede                                     | —                 | JPN Japão                                            | 1               |
| Ranking de qualificação olímpica da UCI       | 1                 | USA Estados Unidos                                   | 2               |
| Ranking de qualificação olímpica da UCI       | 2 a 5             | AUS Austrália RUS Rússia GBR Grã-Bretanha FRA França | 1               |
| Campeonato Mundial de Ciclismo Urbano de 2019 | 1 a 2             | VEN Venezuela CRC Costa Rica                         | 1               |
| Total                                         |                   |                                                      | 9               |

### BMX estilo livre feminino
| Evento                                        | Posição por nação | Qualificados                                       | Atletas por CON |
| --------------------------------------------- | ----------------- | -------------------------------------------------- | --------------- |
| País-sede                                     | —                 | JPN Japão                                          | 1               |
| Ranking de qualificação olímpica da UCI       | 1                 | USA Estados Unidos                                 | 2               |
| Ranking de qualificação olímpica da UCI       | 2 a 5             | GER Alemanha GBR Grã-Bretanha SUI Suíça RUS Rússia | 1               |
| Campeonato Mundial de Ciclismo Urbano de 2019 | 1 a 2             | CHI Chile AUS Austrália                            | 1               |
| Total                                         |                   |                                                    | 9               |